# 廣野嗣雄
廣野 嗣雄（ひろの つぐお）は、日本のオルガニスト。東京芸術大学名誉教授。

## 略歴
1963年に東京芸術大学オルガン科を卒業。1966年から1969年までドイツへ留学し、ヴェストファーレン教会音楽大学でドイツ教会音楽家（カントール）資格を取得した。後に「北ドイツ・オルガンアカデミー」で17世紀・18世紀の北ドイツ・オルガン音楽を研究した。
帰国後、パイプオルガンの専門家としてソロ活動のほか、オーケストラとの共演やテレビ・ラジオへの出演などで幅広く活動。1975年には、池辺晋一郎作曲の「オルガンとオーケストラのための同質二像」の初演でNHK交響楽団と共演し、文化庁芸術祭優秀賞を受賞した。また、国内外の国際オルガンコンクールの審査委員も務めている。
相愛大学、大阪音楽大学非常勤講師、上野学園大学講師の後、助教授を歴任し、1989〜2007年には東京芸術大学助教授、後に教授として後進の指導にあたる。現在は東京芸術大学名誉教授、日本オルガン研究会会員、日本オルガニスト協会会員、キリスト教音楽院院長(旧キリスト教音楽学校校長)、日本基督教団本所緑星教会オルガニスト等を務めている。

## 著作等
- 馬淵久夫・植田義子・菅哲也・廣野 嗣雄(編) 2004『日本のオルガンIII』 日本オルガニスト協会、2004年。
- 廣野 嗣雄『オルガンのためのエッセイ』 全音楽譜出版社、2005年。
- エーバーハルト・クラウス(著)、廣野 嗣雄・松原茂(訳) 『オルガンとその音楽-各国のオルガン風土をめぐって』 音楽之友社、1975年。
- ハンス・クロッツ(著)、廣野 嗣雄(訳) 『バッハのクラヴィーア・オルガン作品の装飾法-記号の意味と演奏法』 シンフォニア、1991年。

## その他
- CiNii:廣野 嗣雄の著作
- CiNii:廣野 嗣雄の論文著作